# هانا هامرستروم
«هانا هامرستروم» أو «حنا هامرستروم»، مخترعة وصناعيّة سويدية، مواليد 4 تشرين الثاني (نوفمبر) 1829 في ستوكهولم وتوفيت عام 1909. وهي أول شخص في السويد أنتج أسلاك الهاتف تجارياً.
صنّعت هانا الأسلاك لأول شبكة هاتفية في السويد، وصدّرت الأسلاك إلى فنلندا.
كانت هانا هامرستروم ابنة تاجر القطن والحرير «بير هامرستروم» (توفي 1868) و«كريستينا هولمبيرغ». كان الوالد يتمنى أن يتعلم جميع أبنائه مهناً، لذا بدأت هانا بتصنيع أشكال مختلفة من الحلي. على الرغم من أن أسلاك الهاتف كانت موجودة منذ زمن، إلا أن طريقة تصنيعها لم تكن معروفة في السويد، لذا فقد اعتمدت شبكة الهواتف السويدية على المصنّعين الأجانب. تمكّنت هانا من تطوير أسلاك الهاتف بنفسها بالاعتماد على المعرفة التي تعلمتها أثناء صنع الحلي باستخدام السلاسل المعدنية. بدأت هانا حياتها المهنية بإنشاء مصنع خاص بها، وفي عام 1883، تولّت مهمة توفير أسلاك الهاتف لشركة الهواتف السويدية. احتكرت الإنتاج في عقدي 1889 و1890.
في مصنعها الذي أنشأته في استكهولم، وظفت النساء فقط، ومنهن من كانت ذاتية التعليم. عام 1886، منحت الجائزة الأولى للاختراعات في معرض الألات في استكهولم.